# Christian Godefroy Bardili
Christian Godefroy Bardili, professeur de philosophie, né en 1761 à Blaubeuren, mort en 1808 à Mergelstetten.
Il a publié plusieurs écrits dans lesquels il a prétendu réformer la logique. Son système exposé dans sa Logique première (Stuttgart, 1800) a été réfuté par Johann Gottlieb Fichte et Friedrich Wilhelm Joseph von Schelling.

## Œuvres
- Allgemeine praktische Philosophie, Stuttgart 1795.
- Ursprung des Begriffes von der Willensfreiheit, Stuttgart 1796.
- Briefe über den Ursprung der Metaphysik überhaupt, Altona 1798.
- Grundriss der ersten Logik, Stuttgart 1800.
- Philosophische Elementarlehre, 2 vol., Landshut 1802–1806